# Кастелнуово ди Порто
Кастелнуово ди Порто (итал. Castelnuovo di Porto) је насеље у Италији у округу Рим, региону Лацио.
Према процени из 2011. у насељу је живело 3760 становника. Насеље се налази на надморској висини од 179 м.

## Становништво
| 1936. | 1951. | 1961. | 1971. | 1981. | 1991. | 2001. | 2011. |
| ----- | ----- | ----- | ----- | ----- | ----- | ----- | ----- |
| 1.484 | 2.136 | 2.136 | 2.453 | 4.371 | 5.897 | 7.181 | 8.059 |